# Geraint Wyn Davies
Geraint Wyn Davies (nacido el 20 de abril de 1957) es un actor de teatro, cine y televisión galés-canadiense-estadounidense. Educado en Canadá, se convirtió en ciudadano de los Estados Unidos en 2006. Su papel más famoso fue Nicholas 'Nick' Knight, detective de policía convertido en vampiro en la serie de televisión canadiense Forever Knight.

## Primeros años y formación
Geraint Wyn Davies nació el 20 de abril de 1957 en Swansea, Gales, hijo de un predicador cristiano iglesia congregacional y un maestro de escuela. A la edad de 7 años se mudó con su familia de Haverfordwest, Pembrokeshire a Canadá, donde asistió al Upper Canada College. Actuó por primera vez a los 12 años, apareciendo en una producción escolar de "El señor de las moscas". Continuó sus estudios en la Universidad de Western Ontario, donde estudió economía antes de abandonar para seguir una carrera como actor.

## Vida personal
Wyn Davies estuvo casado con la artista canadiense Alana Guinn de 1985 a 2006. Tienen dos hijos.
El 13 de junio de 2006, Wyn Davies se convirtió en ciudadano estadounidense tras haber prestado juramento ante la jueza de la Corte Suprema Ruth Bader Ginsburg.
El 5 de julio de 2012 se casó con la actriz Claire Lautier.

## Filmografía
Davies hizo su debut cinematográfico en Deadly Harvest en 1977 y desde entonces ha aparecido en muchas películas, entre ellas RoboCop: PrimeDirectivas (2000). En 2007 apareció en un cameo en Nancy Drew y filmó una película para televisión, Post Mortem para Lifetime.
- Deadly Harvest (1977) - Michael Franklin
- D.O.A. (1978) - Jon
- A Paid Vacation (1979) - Rick Jarrell
- The Boys from Syracuse (1986) - Antipholus of Syracuse
- Learning to Fly (1986) - Young pilot
- Daughters of the Country (1987) - Angus
- The Taming of the Shrew (1988) - Hortensio
- Bionic Showdown: The Six Million Dollar Man and the Bionic Woman (1989) - Allan Devlin
- Terror Stalks the Class Reunion (1992) - Anton/Tony
- Hush Little Baby (1993) - Dr. Martin Nolan
- Other Women's Children (1993) - Matt Stewart
- Ghost Mom (1993) - Martin Mallory
- Dancing in the Dark (1995) - Dr. Lambert
- The Conspiracy of Fear (1996) - Timothy Straker
- Trilogy of Terror II (1996) - Ben
- One of the Hollywood Ten (2000) - Michael Wilson
- Trudeau (2002) - Premier William G. Davis
- American Psycho 2 (2002) - Daniels
- Cube 2: Hypercube (2002) - Simon Grady
- The Wild Dogs (2002) - Colin
- Some Things That Stay (2004) - Mr. Murphy
- I Know What I Saw (2007) - Detective Morgan
- Pavane (2008) - Phil
- Antony and Cleopatra (2015) - Antony

## Televisión
Davies era un habitual en el elenco de To Serve and Protect. Desde "Forever Knight" ha aparecido en varias series. Ha sido estrella invitada en episodios de Katts and Dog, Highlander: The Series, Kung Fu: The Legend Continues, The Outer Limits, RoboCop: Prime Directives, Diamonds, Sweating Bullets, 1-800-Missing, entre otros.
- Hangin' In (1982) - Drake/Jonathan (2 episodios)
- The Littlest Hobo (1982–83) - Adam Coulter / David Barrington (3 episodios)
- The Judge (1986) - Allan Pearson (6 episodios)
- Airwolf (1987) - Mayor Mike Rivers (24 episodios)
- Dracula: The Series (1990–91) - Klaus Helsing (5 episodios)
- Forever Knight (1992–96) - Detective Nicholas 'Nick' Knight / Nicholas de Brabant (70 episodios)
- RoboCop (1994) - Martin (episodio: "Disposición 22")
- Black Harbour (1996–99) - Nick Haskell (34 episodios)
- The Outer Limits (1996–2001) - David / Sheriff Grady Markham (2 episodios)
- RoboCop: Prime Directives (2001) (miniserie) - Dr. David Kaydick
- Tracker (2001–2002) - Zin (12 episodios)
- Slings and Arrows (2005) - Henry Breedlove (5 episodios)
- 24 (2006) - James Nathanson (6 episodios)
- ReGenesis (2007–2008) - Carleton Riddlemeyer (18 episodios)
- Murdoch Mysteries (2008, 2013) - Sir Arthur Conan Doyle (3 episodes)[4]
- Frankie Drake Mysteries (2021) - Ned Drake (1 episodio)